# Марчелла Зембрих
Марчелла (Марке́лла) Зембрих (итал. Marcella Sembrich, настоящие имя и фамилия — Марцелина (Маркелли́на) Пракседа Коханьская (пол. Marcelina Prakseda Kochańska), по мужу — Штенгель (нем. Stengel); 18 февраля 1858, Вишневчик (Галиция, ныне Украина) — 11 января 1935, Нью-Йорк) — польская певица (колоратурное сопрано), принадлежащая к плеяде таких знаменитых певиц, как Патти, Нильсон, Лукка. Она известна своим обширным диапазоном в две с половиной октавы. Её голос считался флейтовым, сладким, чистым, легким и блестящим. Она построила международную певческую карьеру, главным образом в Метрополитен-Опера в Нью-Йорке и Королевском театре Ковент-Гарден, Лондон.

## Биография
Марцелина Пракседа Коханьская родилась 18 февраля 1858 года в Вишнёвчике.
Первые уроки получила от отца. Обучалась во Львовской, а затем в Венской консерваториях игре на скрипке (в том числе у Йозефа Хельмесбергера-старшего) и фортепиано (в том числе у Юлиуса Эпштейна). Наконец, в 1876 году приняла решение сосредоточиться на вокальном образовании и отправилась в Милан к известному педагогу Джованни Баттисте Ламперти (позднее брала уроки и у его ещё более знаменитого отца Франческо Ламперти).
На сцене выступила в первый раз в 1877 году. В 1879 году получила ангажемент в Дрезденскую оперу, где стала петь под девичьей фамилией своей матери. В Петербурге и Москве Зембрих пела с 1880 года, с громадным успехом, три сезона; затем — пела в Лондоне, в Америке, в Париже.
В 1883 году она отправилась в Соединенные Штаты Америки. 24 октября 1883 года она дебютировала в роли Лючии в премьерном показе «Лючии ди Ламмермур». Зембрих исполнила больше дебютных ролей, чем любой другой певец в истории труппы.
С 1889 года Зембрих пела несколько раз на частных итальянских оперных сценах Санкт-Петербурга. Её репертуар состоял из 27 опер, итальянских, французских и немецких. Пользовалась широкой известностью, голос Зембрих отличался большим диапазоном, редкой выразительностью, а пение — красотой звука, музыкальностью и блеском.
Покинув сцену, с 1924 года она преподавала в музыкальном институте Кёртис в Филадельфии и в Джульярдской школе в Нью-Йорке. Среди её учениц Альма Глюк, Марио Куина, Эдна де Лайма, Дузолина Джаннини, Джозефин Антуан и Джейн Пикенс.
Марчелла Зембрих умерла 11 января 1935 года в Нью-Йорке.

## Наследие
После ее кончины New York Times и Musical Times опубликовали некрологи Зембрих, которые подчеркнули её значимость в оперном мире. Поклонники по всему миру оплакивали её смерть и потерю одного из великих артистов того времени. « New York Times» писал, что «её смерть забрала одного из последних оставшихся художников из быстро редеющих рядов тех, кто образует связь с великими традициями прошлого. Повезло тем, кто помнит ее в дни ее художественного благополучия».